# The Expatriate
Pour plus de détails, voir Fiche technique et Distribution.
The expatriate — L’expatrié au Québec — est un film américano-canado-britannique réalisé par Philipp Stölzl, filmé à Bruxelles en Belgique. Il est sorti en septembre 2012 en France et Belgique, le 17 mai 2013 aux États-Unis et le 31 mai 2013 au Canada.

## Synopsis
Ben Logan, un ex-agent de la CIA, travaille depuis peu en Belgique à fabriquer des systèmes de sécurité pour une compagnie privée. Un soir, alors qu'il se trouve avec sa fille adolescente Amy, il découvre les bureaux vides et la compagnie envolée. Il se retrouve alors au milieu d'un vaste complot et il doit lutter pour rester en vie et tenter de comprendre ce qui est arrivé.

## Fiche technique
- Réalisateur : Philipp Stölzl
- Scénariste : Arash Amel
- Producteurs : Claude Léger, Adrian Politowski, Karl Richards, Jonathan Vanger
- Producteurs délégués : Judi Cairo, Kenneth Atchity, David Arfield, Leo Joseph
- Musique du film : Jeff Danna
- Directeur de la photographie : Kolja Brandt
- Montage : Dominique Fortin
- Distribution des rôles : Andrea Kenyon, Randi Wells
- Création des décors : Jean-François Campeau
- Direction artistique : Patrick Dechesne
- Direction du casting : Andrea Kenyon, Randi Wells
- Création des costumes : Pascaline Chavanne
- Ingénieur du son : Jean Frenette
- Société de production : Ufilm, Entertainment Motion Pictures (E-MOTION), Expatriate Films
- Société de distribution : Informant Media
- Pays de production : États-Unis, Canada, Royaume-Uni
- Lieu de tournage : Belgique
- Genre : Thriller
- Langue : anglais
- Durée : 100 minutes
- Dates de sortie :
  - France et Belgique : 26 septembre 2012
  - Canada : 30 mai 2013
  - États-Unis : 17 mai 2013

## Distribution
- Aaron Eckhart (V. F. : Jérôme Keen) : Ben Logan
- Liana Liberato (V. F. : Lucille Boudonnat) : Amy Logan
- Olga Kurylenko (V. F. : Marie Diot) : Anna Brandt
- Garrick Hagon (V. F. : Jacques Albaret) : James Halgate III
- Éric Godon : Maitland
- Yassine Fadel (V. F. : Rémi Caillebot) : Nabil
- Neil Napier (V. F. : Loïc Houdré) : Derek Kohler
- David Bark-Jones (V. F. : Francis Benoît): Marty Braymer
- Alexander Fehling (V. F. : Francisci Gil) : Floyd
- Nick Alachiotis : Walter
- Ronnie Commissaris : Karl Van Doorn
- Fabrice Boutique (V. F. : Fabrice Lelyon) : Karim
- Debbie Wong (V. F. : Suzanne Sindberg) : Mei Ling
- Ron White (V. F. : Hervé Furic) : Dick Rhodes
- Katelijne Verbeke : Sophie Pieters
- Alexandre von Sivers : Hans Pieters
- Hassaba Halibi : Fatima
- John Dobrynine : l'avocat de Pieters
- Ben Van Ostade : Le juge
- Maxime Paradis : l'employé de la morgue
- André Givogue : Un docteur
- Brahim Waabach : Mourad
- Carlo Mestroni : Agent sur le terrain
- Kent McQuaid : Policier de l'autoroute
- Sasha Dominique : Docteur Antwerp
- Maxime Morin : Agente immobilière
- Simone-Élise Girard : Réceptionniste du Halgate
- Jade Hassouné : Abdi
- Richard Robitaille : Garde de sécurité
- Danny Blanco Hall : Analyste
- Calista Somwe : Fille de Karim
- Brett Watson : Clusters
- Keir Cutler : Agent d'opération européen
- Zaire Souchi : Voisin arabe
- Cyril Kengne : Voisin africain
- Achille Ridolfi : Garde du corps de Karim
- Kate Linder : Principal Gibbons
- Claire Jacques : Caissière de la banque
- Claire Beugnies : Réceptionniste
- Éléonore Lamothe : Rosie Mukergee
- Mohamed Dibej : Fils de Mourad
- Warl Aarab : Deuxième fils de Mourad

Sources et légende : Version française (V. F.) selon le carton de doublage.

## Autour du film
Alors que Ben Logan est censé se trouver à Anvers, on le voit dans une scène dans le tram 92 de Bruxelles, qui passe par la rue Royale près du parc Royal, puis on découvre ensuite que c'est le tram 81, toujours à Bruxelles et qui descend vers la Place Flagey. De plus, Ben Lohan dit à sa fille devoir rejoindre Bruxelles alors qu'il y est déjà.
Le train que l'on voit partir de Bruxelles-Nord avec Logan et Anna à bord s'arrête ensuite à Bruxelles Midi. Deux modèles de motrice au moins ont servi à "créer" le train de la voie 5 : celui que l'on voit à l'arrêt sur la première image n'est pas du même modèle que celui dont les portes se referment.
À la gare d'Anvers, où l'on entend distinctement toutes les annonces faites en néerlandais, la diffusion à la télévision du reportage sur les lieux de l'accident et de l'assassinat de Floyd dans l'échangeur autoroutier se passe en français, chose inconcevable pour une émission diffusée dans un endroit public à Anvers.